# Александър Олшевски
Александър Борисов Олшевски е български дипломат.
Завършва международни отношения в МГИМО, Москва с арабски език през 1974 г.
Посланик в:
- в Либия (2006 – 2010)
- в Египет, и за Судан (2003 – 2006)
- в Йемен (1989 – 1992)
- в Кувейт (2012 – 2016)[1]

Директор е на Дирекция „Близък изток и Африка“ в Министерството на външните работи (2011 – 2012).